# Jenny Everywhere
Jenny Everywhere ("The Shifter") er en open source, public domain tegneseriefigur. Figuren er skabt med dette mål, da dens skabere ikke kunne finde en eksisterende figur med disse egenskaber.
Jenny Everywhere er beskrevet både som eksisterende i alle eksisterende verdener og er samtidig udstyret med evnen til at flytte mellem disse. Dette giver figuren mulighed for at blive indsat i plottet i eksisterende og nye værker som tegneserier og onlinetegneserier. Konceptet kan udvides til andre medier. Figuren blev oprindeligt skabt af den canadiske  tegneseriekunstner Steven Wintle (med internetpsudonymet Moriarty), og videreudviklet af medlemmer af Barbelith-online communityet.